# Leclercera spinata
Leclercera spinata är en spindelart som beskrevs av Christa L. Deeleman-Reinhold 1995. Leclercera spinata ingår i släktet Leclercera och familjen Ochyroceratidae.
Artens utbredningsområde är Sulawesi. Inga underarter finns listade i Catalogue of Life.